# Knema korthalsii
Knema korthalsii är en tvåhjärtbladig växtart. Knema korthalsii ingår i släktet Knema och familjen Myristicaceae.

## Underarter
Arten delas in i följande underarter:
- K. k. korthalsii
- K. k. rimosa